# Guru Hargobind
Guru Ram Das, född 5 juli 1595, död 19 mars 1644, var sikhernas sjätte ledare (guru). Han var son till den berömda Guru Arjan Dev,  som mördades av Mogulrikets ledare Djahangir, den 30 maj 1606.
Genom historien har Hargobind ansetts vara en dödlig fiende till Mogulriket eftersom han var den första sikhiskt guru in starta ett krig mot dem.